# Helmbrechts
Helmbrechts – miasto w Niemczech, w kraju związkowym Bawaria, w rejencji Górna Frankonia, w regionie Oberfranken-Ost, w powiecie Hof. Leży w Lesie Frankońskim, przy autostradzie A9 i linii kolejowej (Helmbrechts – Münchberg – Hof.
Miasto położone jest 16 km na południowy zachód od Hof i 33 km na północ od Bayreuth.

## Dzielnice
W skład miasta wchodzą następujące dzielnice: 

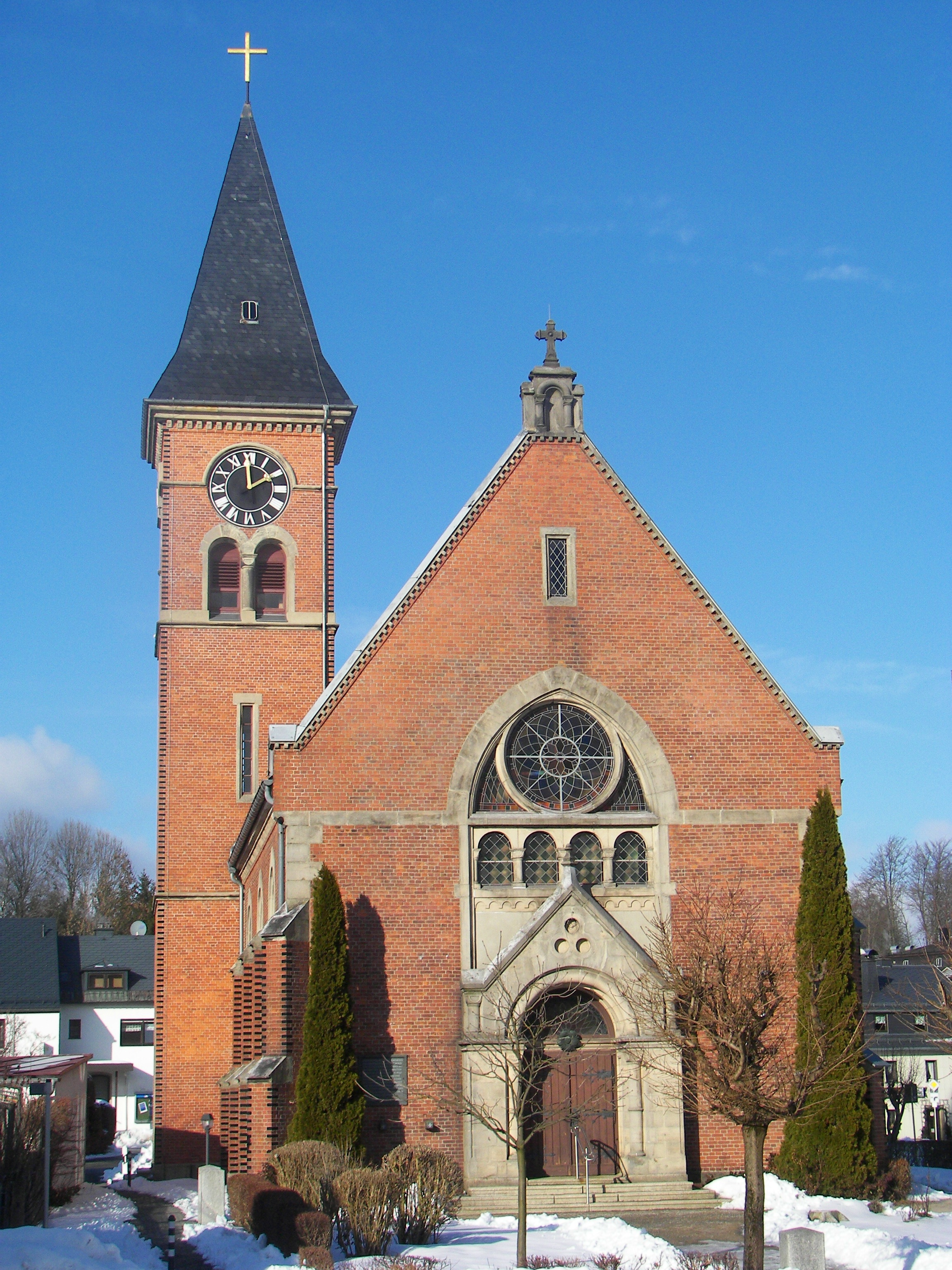
Kościół Marcina Lutra (Dr.-Martin-Luther)

| - Absang - Almbranz - Altsuttenbach - Baiergrün - Bärenbrunn - Bischofsmühle - Buckenreuth - Burkersreuth - Dreschersreuth - Edlendorf - Einzigenhöfen - Enchenreuth - Geigersmühle - Gösmes - Günthersdorf - Haide - Hohberg - Jägersruh - Kleinschwarzenbach | - Kollerhammer - Kriegsreuth - Lehsten - Oberbrumberg - Oberweißenbach - Ochsenbrunn - Ort - Ottengrün - Rappetenreuth - Rauhenberg - Schlegelmühle - Suttenbach - Stechera - Taubaldsmühle - Unterbrumberg - Unterweißenbach - Wüstenselbitz - Zimmermühle |

## Zabytki i atrakcje
- Górnofrankońskie Muzeum Tekstyliów (Oberfränkisches Textilmuseum)

## Osoby urodzone w Helmbrechts
- Ernst Heimeran (1902–1955) – pisarz
- Otto Knopf (1926–2005) – pisarz